# أنيتا ألفاريز
أنيتا ألفاريز (بالإنجليزية: Anita Alvarez) هي سباحة متزامنة أمريكية، ولدت في 2 ديسمبر 1996 في أمهيرست في الولايات المتحدة.

## وصلات خارجية
- أنيتا ألفاريز على موقع الاتحاد الدولي للسباحة (الإنجليزية)
- أنيتا ألفاريز على موقع اللجنة الأولمبية الدولية (الإنجليزية)
- أنيتا ألفاريز على موقع أوليمبيديا (الإنجليزية)
- أنيتا ألفاريز على موقع اللجنة الأولمبية والبارالمبية الأمريكية (الإنجليزية)